# Aleksandra Skotjilenko
Aleksandra "Sasja" Skotjilenko, (ryska: Александра Юрьевна Скочиленко) född 13 september 1990 i Leningrad, Ryska SFSR, Sovjetunionen, är en rysk konstnär, musiker och social aktivist. Hon har studerat vid Sankt Petersburgs universitet.
Skotjilenko deltog i demonstrationer mot Rysslands invasion av Ukraina i februari 2022. Den 31 mars 2022 greps hon för att i ett snabbköp ha bytt ut prislappar mot små textlappar med information om ryska arméns krigsbrott. Den 16 november 2023 dömdes Skotjilenko till sju års fängelse.
Hon frigavs från sitt fängelsestraff i början av augusti 2024 i en uppmärksammad fångutväxling där 16 personer fängslade i Ryssland och Belarus, däribland journalisten Evan Gershkovich, frigavs i utbyte mot 8 personer fängslade i USA, Tyskland, Polen, Slovenien och Norge, däribland den dömde mördaren Vadim Krasikov(en).